# Cascadia (jeu)
Cascadia  est un jeu de société créé par Randy Flynn sorti en 2021 et édité par Flatout Games. Il a remporté le Spiel des Jahres en 2022.

## Présentation
Le nom du jeu fait référence à la région du nord-ouest de l'Amérique du Nord, aux contours non clairement définis entre la Californie et l'Alaska.
À son tour, chaque joueur ajoute une tuile à son biome (formé des tuiles précédemment posées). Il peut ensuite poser un pion animal sur une tuile acceptant cet animal. 
Chaque type d'animal a une condition spécifique pour gagner des points de victoire. Le plus grand ensemble de tuiles contiguës d'un même paysage en rapporte également. 
La partie s’arrête après 20 tours, le joueur avec le plus de points de victoire l'emporte.

## Jeux dérivés
| Année | Titre original     | Titre français    | Auteur                                                       | Commentaire                                                              |
| ----- | ------------------ | ----------------- | ------------------------------------------------------------ | ------------------------------------------------------------------------ |
| 2023  | Cascadia Landscape | Cascadia Paysages | Randy Flynn, Molly Johnson, Robert Melvin, Shawn Stankewich, | 45 nouvelles tuiles Habitat et la possibilité de jouer jusqu'à 6 joueurs |

## Récompenses
| Année | Cérémonie        | Catégorie                | État        | Références |
| ----- | ---------------- | ------------------------ | ----------- | ---------- |
| 2021  | Golden Geek      | Jeu familial             | Récompensé  |            |
| 2022  | Gioco dell'Anno  | Jeu de l'année en Italie | Sélectionné | [ 2 ]      |
| 2022  | Spiel des Jahres | Jeu de l'année           | Récompensé  | [ 3 ]      |
| 2022  | Tric Trac        | Jeu initié               | Sélectionné |            |